# Kanton Villefranche-de-Lonchat
Der Kanton Villefranche-de-Lonchat war von 1790 bis 2015 ein französischer Wahlkreis im Arrondissement Bergerac, im Département Dordogne und in der Region Aquitanien. Der Hauptort des Kantons war Villefranche-de-Lonchat.

## Demografie
| Jahr      | 1962  | 1968  | 1975  | 1982  | 1990  | 1999  |
| --------- | ----- | ----- | ----- | ----- | ----- | ----- |
| Einwohner | 4.064 | 4.352 | 3.939 | 4.004 | 4.033 | 4.255 |

## Gemeinden
| Gemeinde                | Einwohner Jahr | Fläche km² | Bevölkerungsdichte | Code INSEE | Postleitzahl |
| ----------------------- | -------------- | ---------- | ------------------ | ---------- | ------------ |
| Carsac-de-Gurson        | 195 (2013)     | –          | – Einw./km²        | 24083      | 24610        |
| Minzac                  | 454 (2013)     | –          | – Einw./km²        | 24272      | 24610        |
| Montpeyroux             | 458 (2013)     | –          | – Einw./km²        | 24292      | 24610        |
| Moulin-Neuf             | 901 (2013)     | –          | – Einw./km²        | 24297      | 24700        |
| Saint-Géraud-de-Corps   | 190 (2013)     | –          | – Einw./km²        | 24415      | 24700        |
| Saint-Martin-de-Gurson  | 644 (2013)     | –          | – Einw./km²        | 24454      | 24610        |
| Saint-Méard-de-Gurçon   | 770 (2013)     | –          | – Einw./km²        | 24461      | 24610        |
| Saint-Rémy              | 448 (2013)     | –          | – Einw./km²        | 24494      | 24700        |
| Villefranche-de-Lonchat | 960 (2013)     | –          | – Einw./km²        | 24584      | 24610        |